# Корјачки аутономни округ
Корјачки аутономни округ (рус. Корякский автономный округ, корјачки: Чав’чываокруг) или Корјакија (рус. Корякия) је бивши аутономни округ Руске Федерације. Постојао је од 1930. до 2007. године. Административне центар АО је било насеље Палана. Према попису из 2002. године, 50,6% становника АО чинили су Руси, а 26,7% Корјаци. АО је имао 25.157 становника (попис из 2002.) и површину од 301.500 km2. 2007. године, Корјачки аутономни округ је спојен са Камчатском облашћу, да би био формиран Камчатски крај. Подручје некадашњег АО данас чини Корјачки округ, административну јединицу Камчатског краја.